# Flaxweiler
Flaxweiler (Luxemburgs: Fluessweiler) is een gemeente in het Luxemburgse Kanton Grevenmacher.
De gemeente heeft een totale oppervlakte van 30,17 km² en telde 1715 inwoners op 1 januari 2007.

## Evolutie van het inwoneraantal
| Jaar                              | 2001 | 2002 | 2003 | 2004 | 2005 |
| --------------------------------- | ---- | ---- | ---- | ---- | ---- |
| Inwoneraantal                     | 1413 | 1428 | 1502 | 1585 | 1612 |
| Opmerking: tellingen op 1 januari |      |      |      |      |      |

Betzdorf · Biwer · Flaxweiler · Grevenmacher · Junglinster · Manternach · Mertert · Wormeldange